# Interes na kółkach
Interes na kółkach (org. tytuł Kuai can che) – hongkońsko-hiszpański film z 1984 roku w reżyserii Sammo Hunga.

## Obsada
Źródło: Filmweb

- Jackie Chan – Thomas
- Richard Ng
- Herb Edelman – Matt
- Lola Forner – Sylvia
- Yuen Biao – David
- Sammo Hung – Moby
- Wu Ma – człowiek Zegar
- John Shum – śmiejący się pacjent
- Keith Vitali – bandyta
- Benny Urquidez – bandyta
- Susana Sentís – Gloria
- Paul Chang – ojciec Davida
- Pep Guinyol
- Montserrat Julió
- Luis Monte
- Germán Monzó
- Josep Lluís Fonoll
- Mariló Domínguez
- Josep L. Dallester
- Carles Canut
- Miguel Aniles
- Mercedes Albert
- Amparo Moreno – Susana
- José Sancho – Mondale
- Sau Leung 'Blacky' Ko – Punk Motocyklista
- Luis Palenzuela

## Odbiór
W 1984 przez Data East została wyprodukowana gra Kung-Fu Master, która została stworzona na podstawie filmu.
W 1985 roku film był nominowany podczas trzeciej edycji Hong Kong Film Awards w kategorii Best Action Choreography.